# Попона

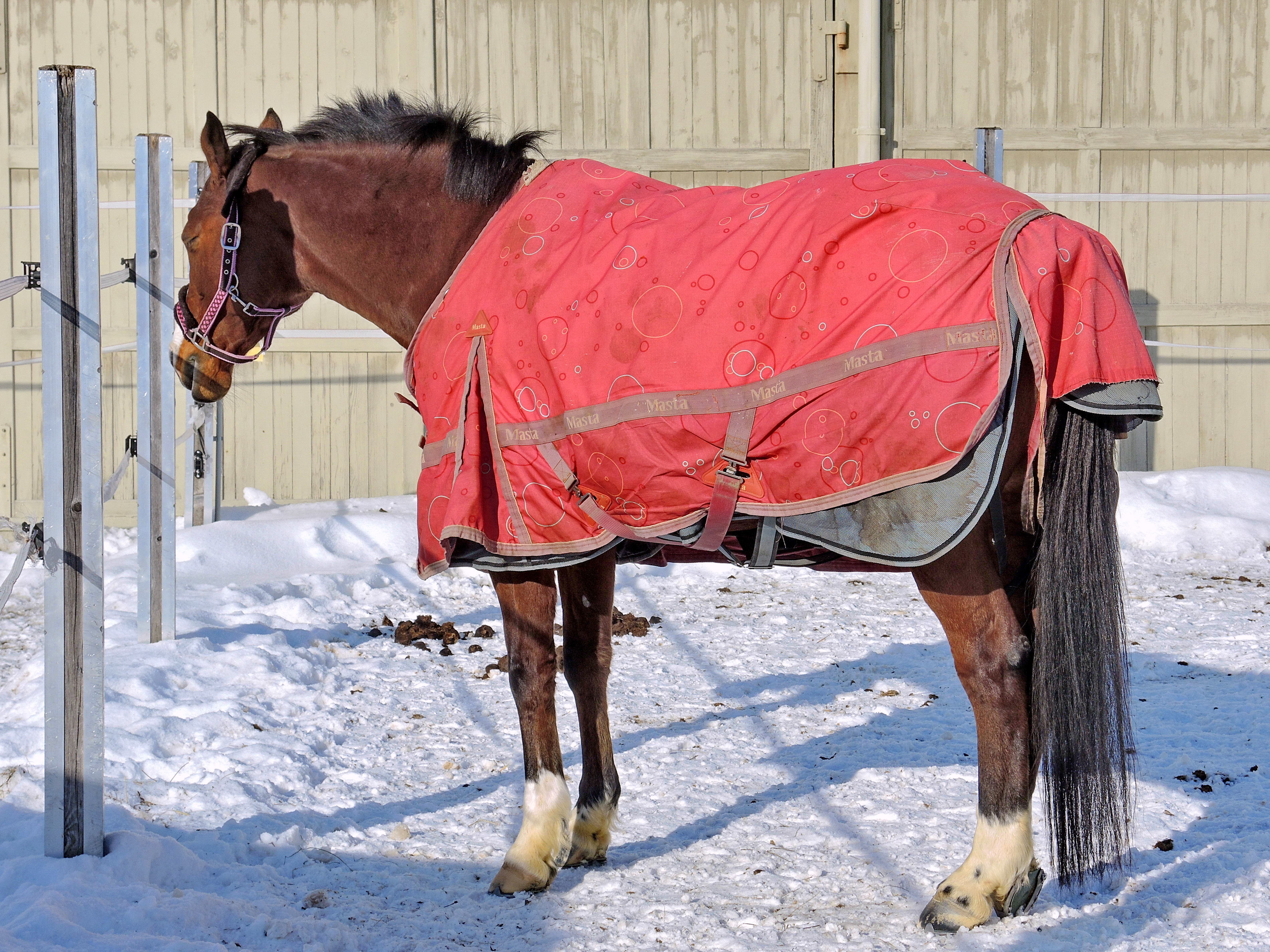
Зимова попона з покривом хвоста, підходить для суворої погоди

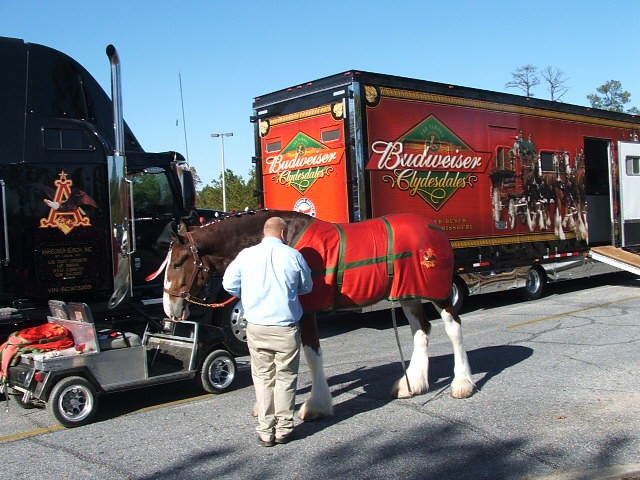
Попони часто використовуються при перевезенні коней для запобігання ознобу та захисту від перепадів температури.

Попо́на — це накидка або плащ, призначена для утримання коневих у теплі та для захисту від вітру чи інших погодних умов. Вони допасовані так, щоб облягати тіло коня від грудей до куприка, з ремінцями, що перетинаються під черевом, щоб закріпити накидку, але дозволяючи коневі вільно рухатися. Більшість мають один-два ремінці, які застібаються спереду, але кілька дизайнів мають закриту передню частину і повинні бути накинуті на голову коня. Деякі моделі також мають невеликі ремінці, які злегка обмотуються навколо задніх ніг коня, щоб запобігти ковзанню накидки набік.
Попони виготовляються також для собак і котів. Попони для цих тварин можуть бути охолоджувальними для літнього періоду, теплими для зими, або медичними (сприяють швидкому загоєнню післяопераційних ран, є захистом від лизання твариною рани і перешкоджають забрудненню швів).

## Захист від погоди
Попони зазвичай вдягаються на коней, коли вони вільні у стійлі чи на пасовищі, а також під час подорожі. Різні види виготовляються для різних погодних умов, деякі — водостійкі або водонепроникні. Сучасні матеріали, подібні до тих, що використовуються в одязі людини, широко використовуються для виготовлення попон.
Попони іноді використовуються для того, щоб тримати волосся коня коротким. Якщо на початку осені коні носять попони, особливо якщо їх тримають у освітлених зонах протягом 16 годин на день, вони не відрощують підшерстя. Попони також захищають коней, яких тримають з коротко стриженою шерстю для демонстраційних цілей. Коли коня стрижуть повністю або навіть частково, йому потрібно постійно носити попону, якщо погода прохолодна, тому що кінь більше не має природної ізоляції, яке забезпечувалось довшою шерстю. Якщо попону надягають на коня на початку зими, щоб придушити ріст підшерстя, або якщо коня тримають стриженим у холодну погоду, попону не можна знімати, поки не настане тепла погода навесні. Якщо коня піддають холодній погоді без попони або натуральної шерсті для зігрівання, він може захворіти і є вразливим до таких захворювань, як грип.

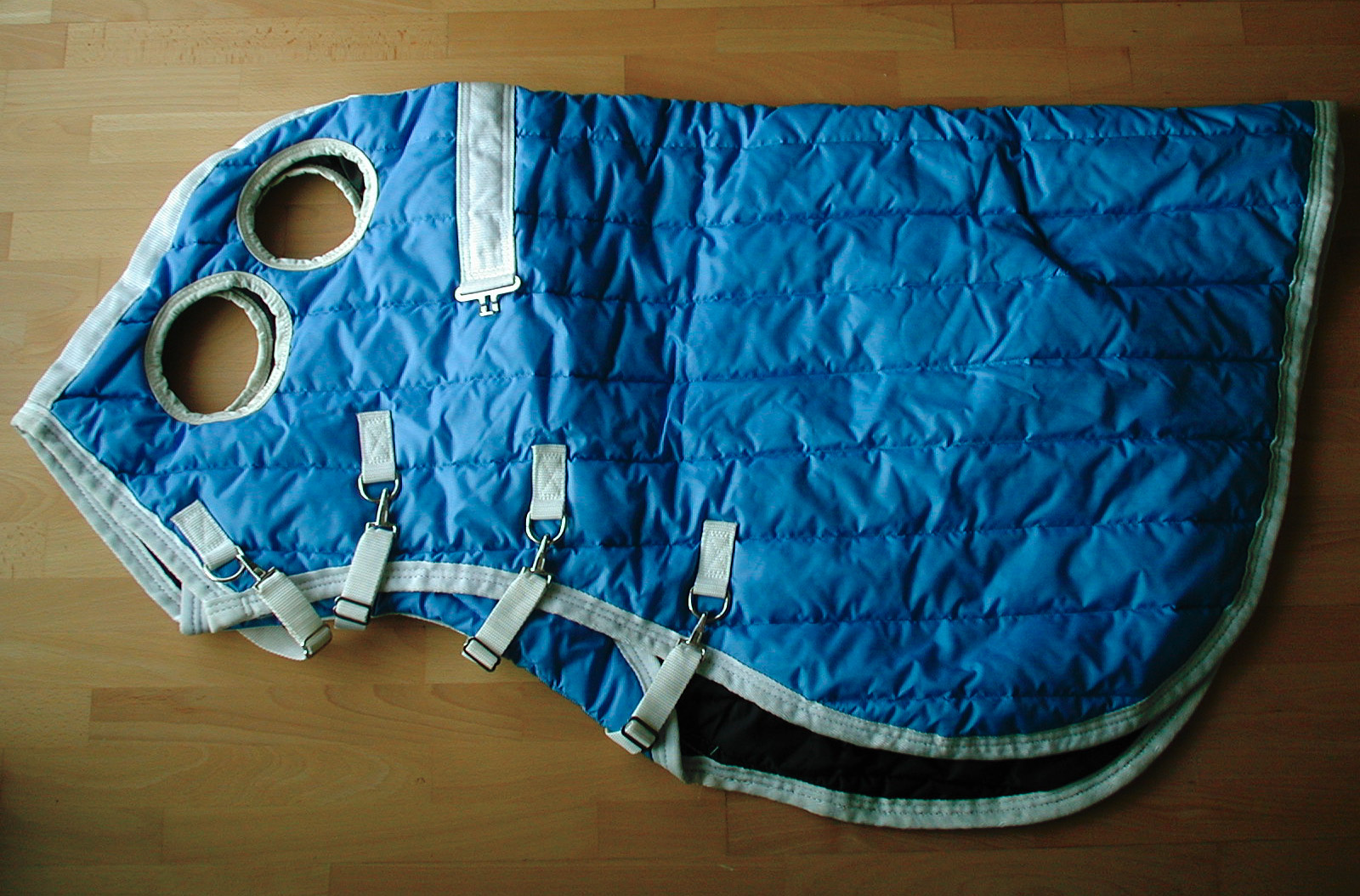
Капюшон, з отворами для очей та вух

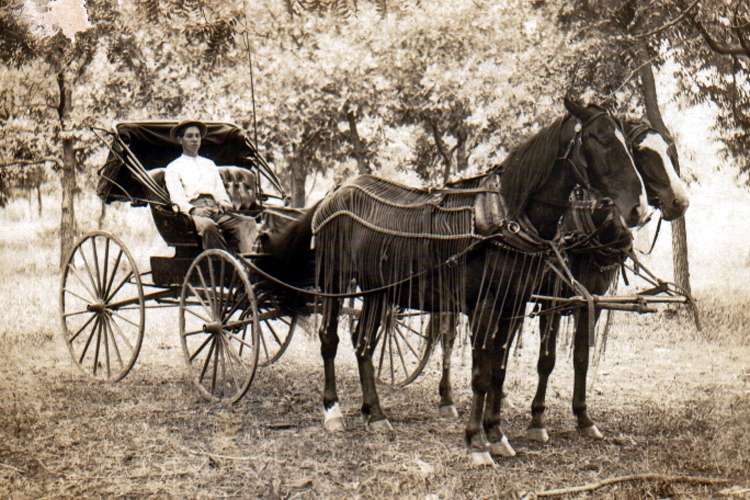
Коні з попонами для відганяння мух, 1910 р.

Важкі попони для зігрівання становлять більшу частину ринку конячих попон, але легкі ковдри можна використовувати влітку, щоб захистити тварину від мух і не допустити відбілювання шерсті. Зазвичай вони виготовляються з нейлону або міцного синтетичного волокна, але мають здатність «дихати», щоб тварина не перегрівалася. Вони стають все більш популярними, особливо із зростанням захворювань, що передаються комахами, зокрема таких, як гарячка Західного Нілу.

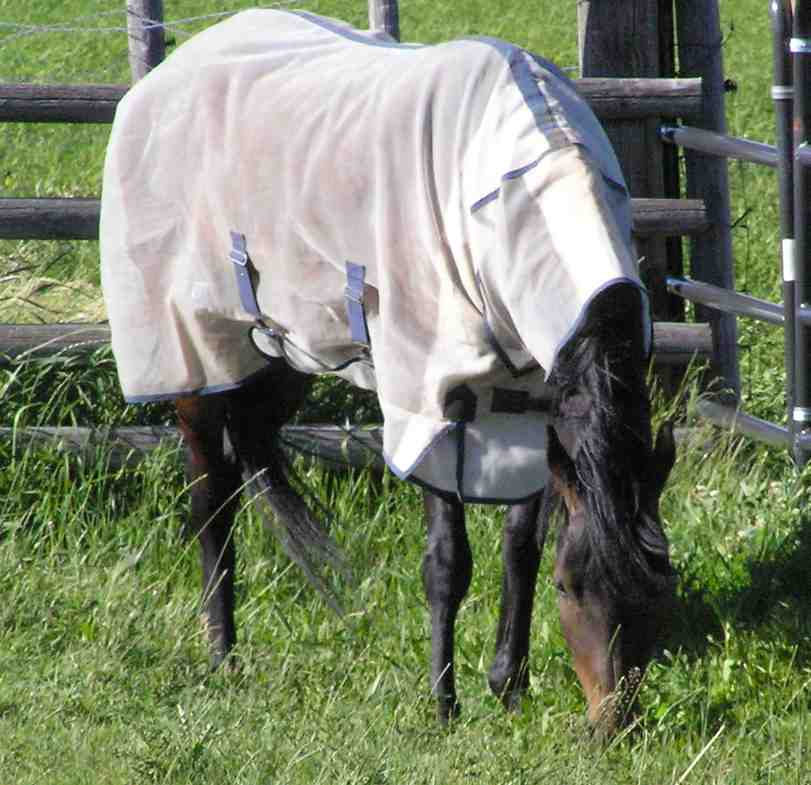
Кінь, одягнений у літню попону з покривом до шиї. Попона захищає від комах і запобігає вигоранню шерсті.

Будь-яка попона може бути доповнена накладкою на шию або повним капюшоном. Шийні покриви часто кріпляться безпосередньо до накидки. Капюшони — це окремий елемент конячого «одягу», який закриває шию і насунутий на морду коня, з отворами для очей і вух. Літні капюшони і шийні покриви допомагають захищатися від комах і також часто використовуються, щоб тримати коня чистим перед шоу . Зимові капюшони використовуються для тепла.

## Попони під сідло

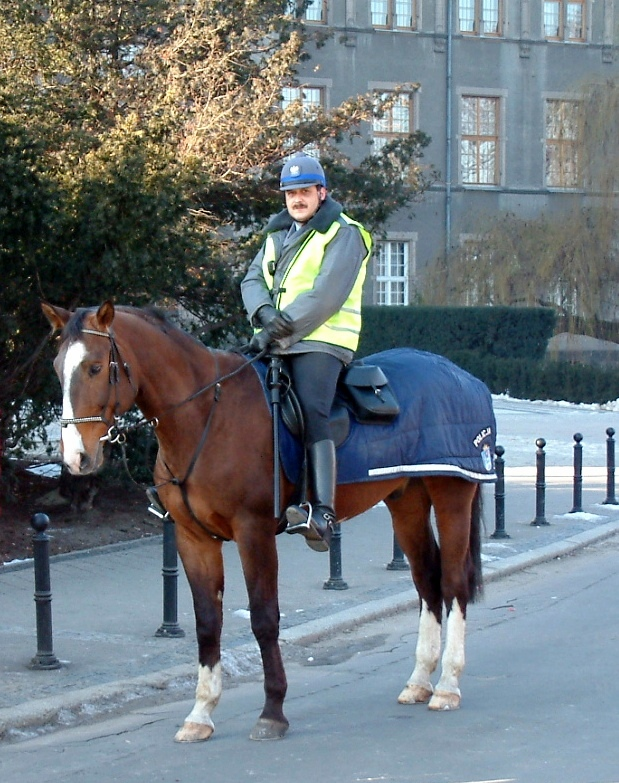
Поліцейський кінь, що носить попону.

Накидка або підкладка, що використовується під сідлом під час їзди на коні. Зазвичай вони не охоплюють все тіло коня, хоча є гібридний дизайн, який є поєднанням з повною накидкою, поміщається під сідло, і охоплює коня від плечей до стегон під час їзди. Подібні попони іноді використовуються в холодну погоду, щоб м'язи коня були розслаблені під час розігріву перед змаганнями, або на конях, яким, можливо, доведеться довго стояти, і які ризикують затужавіти м'язи, якщо вони переохолонуть.

## Інші дизайни

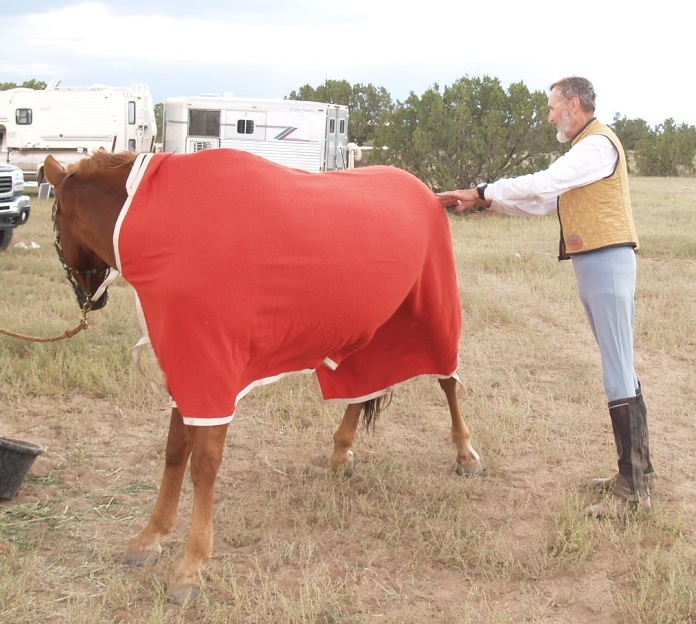
Кінь, що носить охолоджувач

Охолоджувач — це велика, майже квадратна попона, яке накидається на коня, який перегрівся і спітнілий від напружених тренувань, або тому, котрий щойно купався і мокрий. Він зазвичай виготовляється з вовни або синтетичного флісу, хоча кілька дизайнів виготовляються з тканої бавовни. Він призначений для використання на коні, поки тварину веде чи утримує людина, але не залишає коня без нагляду.